# 塔本-阿拉尔村委员会
塔本-阿拉尔村委员会（俄语：Табун-Аральский сельсовет）是俄罗斯联邦阿斯特拉罕州叶诺塔耶夫卡区所属的一个村委员会。其下辖有4个居民点，行政中心为列宁诺。据2015年统计，该村委员会的人口为1018人。